# Napoli Comicon
COMICON - Salone Internazionale della Cultura Pop è un festival culturale internazionale, dedicato al mondo del fumetto e dell'intrattenimento, che si svolge ogni anno a Napoli, in 4 giorni (in 3 giorni fino all'edizione 2011, tranne nell'edizione 2008 che si è svolta comunque in 4 giorni) solitamente in primavera all'interno degli spazi della Mostra d'Oltremare a Fuorigrotta (fino al 2009 a Castel Sant'Elmo al Vomero, tranne l'edizione 2000, svoltasi a Villa Pignatelli). La prima edizione risale al 1998. Nelle edizioni 2010 e 2011, le due sedi di Castel Sant'Elmo e Mostra d'Oltremare hanno entrambe ospitato la manifestazione.
Nel 2023 COMICON si espande con una seconda edizione a Bergamo dal 23 al 25 giugno in occasione di Bergamo - Brescia Capitale della Cultura, una prima edizione che ha suscitato grande entusiasmo, confermando l'attenzione del pubblico verso la cultura pop. La prima edizione di COMICON Bergamo si è svolta nei padiglioni della Fiera di Bergamo con oltre 20.000 mq di superficie coperta, più di 15.000 mq di aree esterne, 150 espositori distribuiti tra 10 aree tematiche, 200 ospiti, oltre 220 eventi e 15 mostre per tre giorni di fumetti, mostre, videogiochi, cinema e serie tv, giochi, cultura asian, kids, concerti.

## Caratteristiche

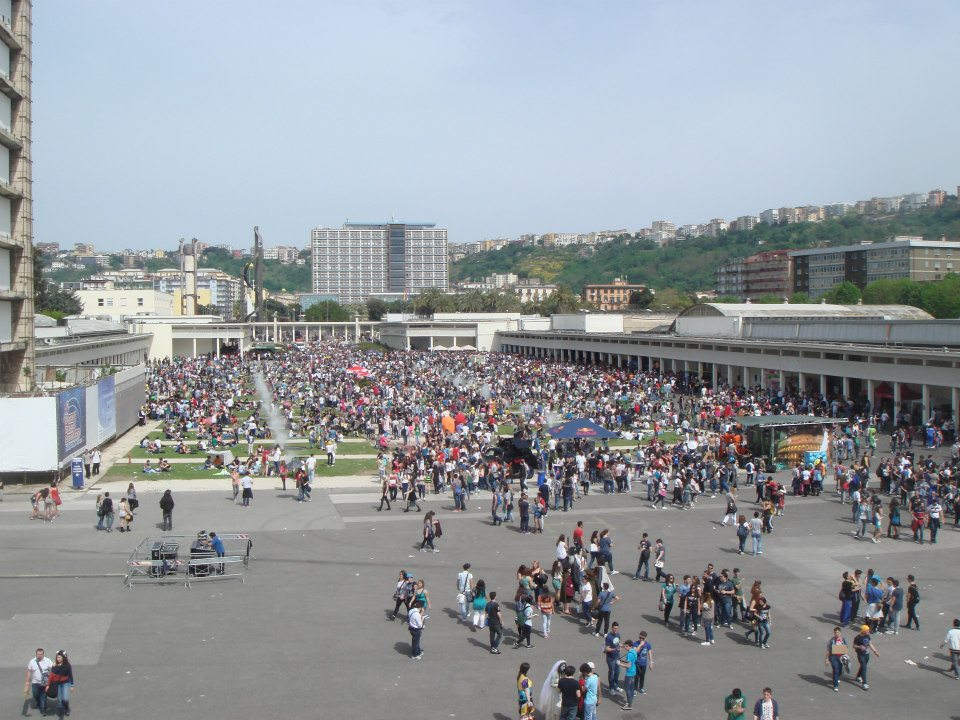
Piazzale Colombo durante l'edizione 2013.

Tra gli stand del salone sono presenti diversi editori ed è possibile acquistare fumetti e gadget vari. Il programma prevede numerose proiezioni di video di animazione.
Caratteristici della manifestazione sono i Premi Micheluzzi che vengono assegnati ogni anno in varie categorie, agli autori e case editrici dei fumetti del momento, e, dall'edizione 2005, il COMICON Cosplay Challenge (anche questo con vari premi) che si svolge nell'auditorium (dal 2010 su un palco all'aperto nella Mostra d'Oltremare) l'ultimo giorno della fiera (la domenica, nell'edizione 2012). Tra le altre attività fisse della manifestazione è da citare il concorso Imago, concorso di disegno a tema sociale (ogni anno con un tema diverso) riservato agli studenti di scuole elementari e medie inferiori, e i cui vincitori per le varie categorie vengono decisi dagli stessi visitatori, attraverso una votazione a scrutinio segreto.

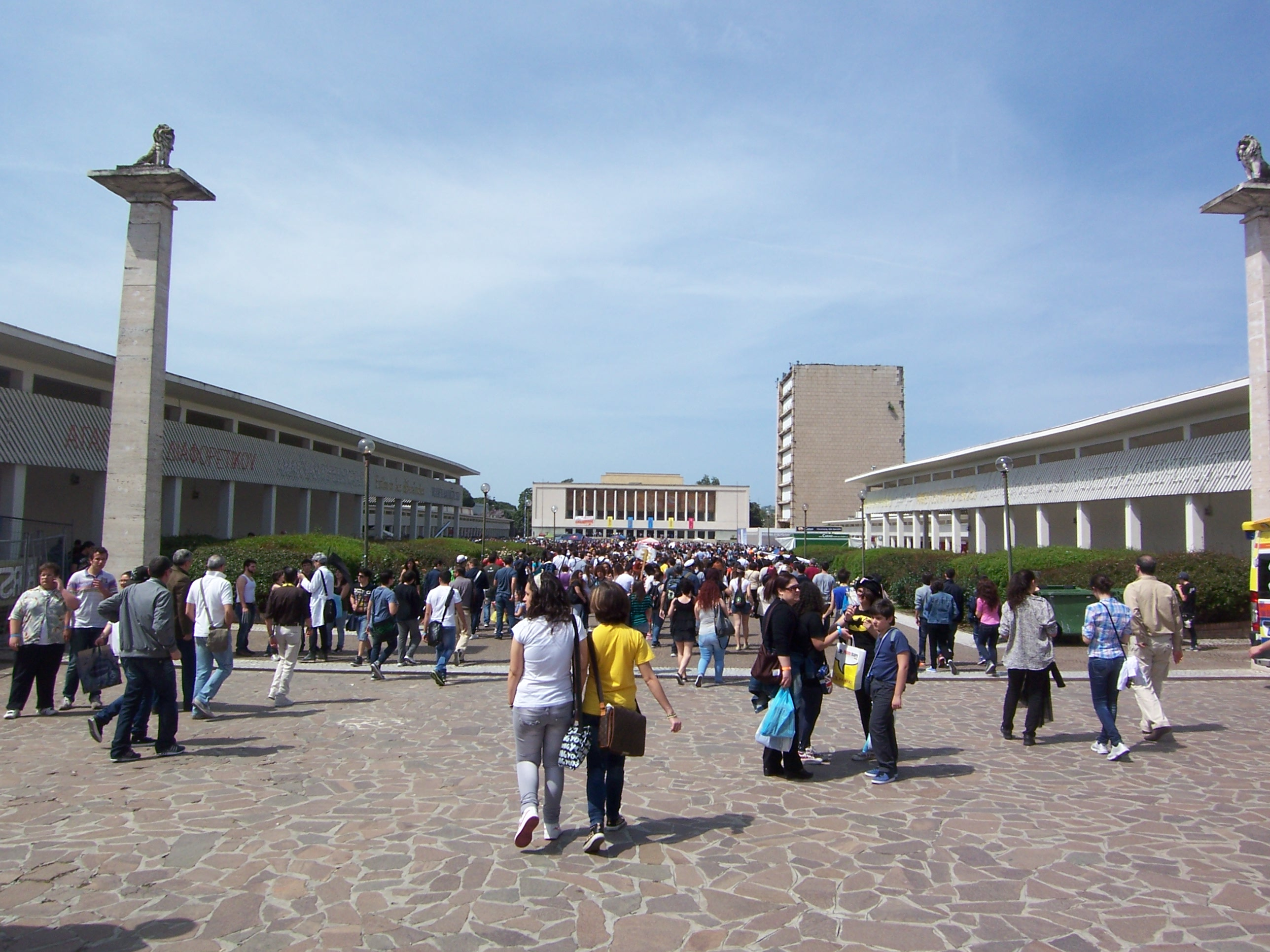
La Mostra d'Oltremare durante la Manifestazione.

Con la decima edizione (2008) la rassegna ha inaugurato una sezione legata alla animazione digitale 3D.
L'edizione 2009 ebbe una quantità di visitatori di molto superiore alle aspettative dell'organizzazione, tanto che vi furono problemi di sicurezza (ad esempio molti visitatori non riuscirono neanche ad entrare). A tale edizione sono infatti seguite varie polemiche su Internet da parte di chi ha subito questi disagi, e la creazione di un gruppo su Facebook con oltre 500 iscritti che chiedeva lo spostamento della manifestazione nella più ampia e spaziosa Mostra d'Oltremare.

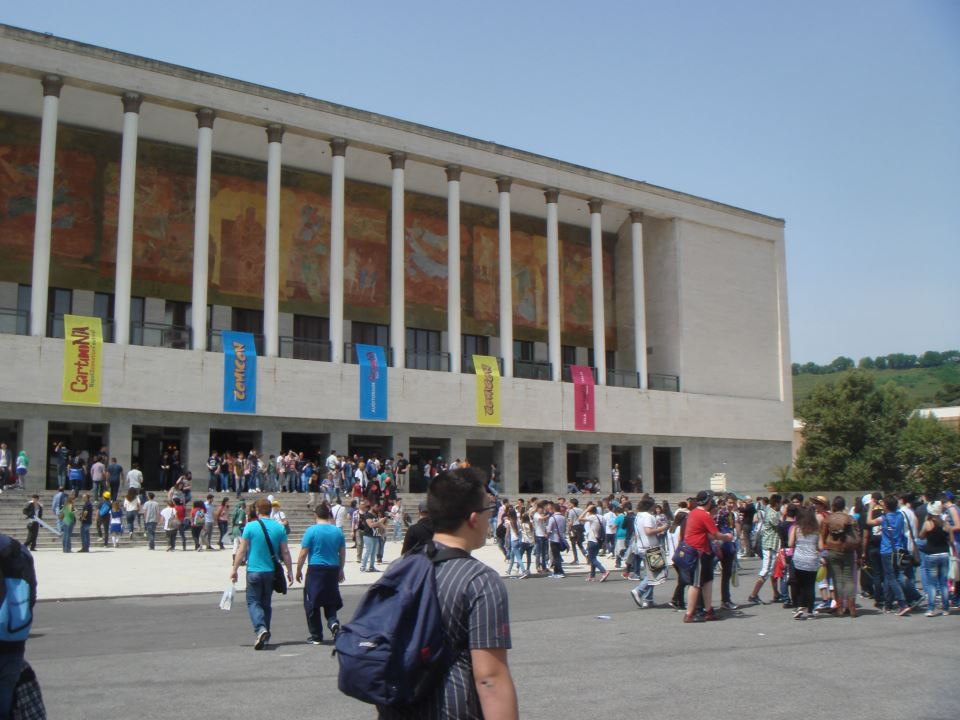
Il Teatro Mediterraneo allestito durante l'evento del 2013.

In seguito alle polemiche, a gennaio 2010, l'organizzazione della fiera ha stabilito, per l'edizione 2010, che COMICON si dividesse in due sedi: quella storica, Castel Sant'Elmo, ha ospitato gli editori (tranne Panini e J-Pop, che erano alla mostra mercato), i concorsi Imago, i premi Micheluzzi, le proiezioni, le conferenze, l'antiquariato e le mostre artistiche; la nuova sede, più spaziosa, della Mostra d'Oltremare, invece, ha ospitato la gara cosplay, gli stand relativi a giochi e videogiochi (tra cui un ampio spazio in particolare dello stand Nintendo con varie console Wii in funzione, a disposizione del pubblico con i giochi più in voga), e la mostra mercato di fumetterie, negozi di giochi o videogiochi e distributori ecc. Infatti, nell'edizione 2010, COMICON ha unito a sé Gamecon, creandone un'unica fiera multimediale che spazia su una vasta parte dell'intrattenimento: dal gioco da tavolo, al cartone animato, al fumetto, al videogioco.
Inoltre, sempre dall'edizione 2010, un vincitore della gara Cosplay è selezionato per le finali a Londra dell'Eurocosplay Championship.
Dal 2011 si tiene a Salerno uno spin-off della manifestazione, diventata a partire dal 2015 un singolo evento dedicato ad un tema specifico.
Dall'edizione 2012, Castel Sant'Elmo viene abbandonato per spostare tutto l'evento nei padiglioni della Mostra d'Oltremare. La decisione è stata presa in seguito ad un sondaggio fatto dall'organizzazione stessa attraverso la propria pagina Facebook ufficiale. Sempre dall'edizione 2012, si inaugura il settore Asian Village, uno spazio tutto dedicato alla cultura giapponese e asiatica.
Nelle varie edizioni sono stati presenti in qualità di ospiti numerosi artisti del settore sia nazionali sia internazionali, tra i quali Milo Manara, Frank Miller, Sergio Toppi, David Lloyd (che nell'edizione 2006 ha presentato l'anteprima nazionale di V per Vendetta) e Gō Nagai.
Negli ultimi anni, la gestione degli allestimenti audiovisivi quali, impianti audio, impianti di videoproiezione, regia audio video ecc., sono stati affidati ad una delle aziende leader nel settore contribuendo al successo ed arricchendo l'impatto audiovisivo di COMICON.
Alla manifestazione principale inoltre si sono aggiunte mostre visitabili anche in giorni precedenti e/o seguenti la manifestazione stessa, ed anche altre mostre ed eventi (inseriti nel programma cosiddetto "COMIC(ON)OFF") posti in luoghi al di fuori del luogo principale della manifestazione (es. istituti di cultura, musei, negozi, gallerie ecc.).

## Tema centrale
Alcune edizioni di COMICON hanno avuto uno o più Paesi come ospiti a cui è dedicata una parte del programma della manifestazione: diverse mostre, proiezioni, conferenze e incontri sono stati dedicati ad artisti e opere del fumetto e dell'animazione provenienti da quei Paesi.
Dall'edizione del 2007 il tema centrale è passato dalla nazione (a cui corrisponde una scuola fumettistica) al colore, scelto fra i quattro colori base della stampa tipografica (ciano, magenta, giallo e nero). A ciascuno di questi colori sono associati richiami e simbolismi di vario tipo e genere che fungono da filo conduttore per le varie iniziative presentate.
A partire dal 2011 COMICON ha inaugurato un altro ciclo quadriennale che vuole legare il Fumetto, inteso come "Nona Arte", con le altre arti, mostrando nel programma le interazioni e le influenze reciproche. Ogni anno una delle arti sarà protagonista in maniera specifica: nel 2011 è stata la volta della Musica, mentre nel 2012 è stato approfondito il rapporto tra Fumetto e Letteratura, che ha preso il posto della annunciata Architettura, che è stato protagonista dell'edizione 2013. Nel 2014 il tema principale, che ha chiuso il ciclo dell'interazione del fumetto con le arti, è stato Fumetto e Cinema.
Il ciclo iniziato nel 2015 e concluso con l'edizione 2017, ha visto il Fumetto confrontarsi con gli altri "Media", a partire dalla Stampa nel 2015, gli Audiovisivi nel 2016, e i New Media nel 2017, inserendo contestualmente la nuova figura del Magister, una figura di riferimento nel mondo del Fumetto, intorno alla quale sono costruite alcune attività del programma culturale del Festival.
Nel 2018 la manifestazione ha festeggiato le 20 edizioni; nel 2019 Matteo Stefanelli viene nominato direttore artistico, il primo della manifestazione, che abolisce il tema centrale preferendo sviluppare in autonomia ogni dipartimento (fumetti, cinema, tv, videogiochi).

## Edizioni e Ospiti
| Edizione | Data di inizio | Data di fine   | Sede | Tema                                                           | N.Visitatori                                      | Ospiti |
| --- | -------------- | -------------- | --- | -------------------------------------------------------------- | ------------------------------------------------- | --- |
| 1ª (1998) | 2 ottobre 1998 | 4 ottobre 1998 | Castel Sant'Elmo |                                                                |                                                   | Lorenzo Mattotti, Joe Sacco, Miguel Ángel Martín, Paolo Parente, Claudio Chiaverotti, Giuseppe Palumbo. |
| 2ª (2000) | 5 maggio 2000  | 7 maggio 2000  | Villa Pignatelli |                                                                |                                                   | Enki Bilal, Jean Christophe Menu, David B., Igort, Jean-Louis Trintignant, Gianluigi Toccafondo, Patrizio Esposito, Franco Saudelli, Gabriella Giandelli, Leo Ortolani, Vanna Vinci, Keiko Ichiguchi. |
| 3ª (2001) | 15 giugno 2001 | 17 giugno 2001 | Castel Sant'Elmo | Paesi ospiti: Spagna e America Latina                          |                                                   | José Muñoz, Jordi Bernet, Alfonso Font, Carlos Trillo, Carlos Sampayo, Juan Padrón, Giuseppe Palumbo, Filippo Scozzari. |
| 4ª (2002) | 8 marzo 2002   | 10 marzo 2002  | Castel Sant'Elmo | Paesi ospiti: Italia                                           |                                                   | Milo Manara, Silver, Roberto Baldazzini, Igort, Davide Toffolo, Stefano Ricci, Giuseppe Camuncoli, Matteo Casali, Luca Enoch, Giorgio Cavazzano, Silvia Ziche. |
| 5ª (2003) | 7 marzo 2003   | 9 marzo 2003   | Castel Sant'Elmo | Paesi ospiti: Stati Uniti d'America e Canada                   |                                                   | Jim Lee, Joe Quesada, Scott Morse, Don Rosa, Brian Azzarello, Seth, Gilbert Shelton, Sergio Bonelli, Gabriele Dell'Otto, Giuseppe Camuncoli, Massimo Giacon, Gianfranco Manfredi. |
| 6ª (2004) | 5 marzo 2004   | 7 marzo 2004   | Castel Sant'Elmo | Paesi ospiti: Francia e Belgio                                 |                                                   | Alejandro Jodorowsky, Jean-Pierre Dionnet, Zoran Janjetov, Joann Sfar, David B., Yslaire, Nix, Joan De Moor, Loustal, Frank Margerin, François Boucq, Vittorio Giardino, Milo Manara. |
| 7ª (2005) | 4 marzo 2005   | 6 marzo 2005   | Castel Sant'Elmo | Paesi ospiti: Corea del Sud e Giappone                         |                                                   | Haruhiko Mikimoto, Hiroyuki Kitazume, Young-man Hur, Dong-hwa Kim, Shin'ichi Hiromoto, Il-sup Kim, Keiko Ichiguchi, Dae-joon Kim, Jeong-yeon Lee, Tae-joon Hyeon, Sergio Toppi, Aleksandar Zograf, Corrado Mastantuono, Gipi, Baru, Stefano Tamiazzo. |
| 8ª (2006) | 3 marzo 2006   | 5 marzo 2006   | Castel Sant'Elmo | Paesi ospiti: Gran Bretagna e Germania                         |                                                   | Chris Claremont, David Lloyd, Karen Berger, Jamie Delano, Gary Spencer Millidge, Ralf König, Flix, Nicolas Mahler, Kati Rickenbach, Oliver Grajewski, Kai Pfeiffer, Ulli Lust, Mawil, Diego Cajelli, Giuseppe Camuncoli, Alfredo Castelli, Marco Corona, Gianluca Costantini, José Villarrubia. |
| 9ª (2007) | 27 aprile 2007 | 29 aprile 2007 | Castel Sant'Elmo | Colore: Ciano/Blu                                              |                                                   | Gō Nagai, Moebius, Igort, Steve McNiven, Florence Cestac, Matt Madden, Jessica Abel, Oriol Garcia, Ivan Brun, Paolo Eleuteri Serpieri, Stefano Ricci, Anke Feucthenberger, Roberto Baldazzini, Laura Scarpa, Davide Toffolo, Alessandro Baronciani, Alberto Corradi, Adrian Tranquilli. |
| 10ª (2008) | 24 aprile 2008 | 27 aprile 2008 | Castel Sant'Elmo | Colore: Magenta/Rosso                                          | Biglietti venduti: 27 000                         | Dave McKean, Lorenzo Mattotti, Juan Giménez, John Cassaday, Mathieu Sapin, Terry Moore, Miguel Ángel Martín, Tetsuya Tsutsui, Thomas Von Kummant, Richard Camara, Benjamin Von Eckartsberg, Angel de la Calle, Gipi, Ivo Milazzo, Jeremyville, Daniele Caluri, Marco Nizzoli. |
| 11ª (2009) | 24 aprile 2009 | 26 aprile 2009 | Castel Sant'Elmo | Colore: Giallo                                                 | Biglietti venduti: 26 000                         | Tanino Liberatore, Leo Ortolani, Alan Davis, Bill Wilingham, Daniel Zezelj, Eduardo Risso, Roberto Recchioni, Massimo Carnevale, Gipi, Phil Ortiz, Ivo Milazzo, Paco Roca, Jeremyville, Mijn Schatje, Diavù, Angel de la Calle, Isabel Kreitz, Bastien Vivès, Clément Oubrerie, Zeina Abirached, Alfred, Catherine Meurisse, Nie Chingrui, Song Yang. |
| 12ª (2010) | 30 aprile 2010 | 2 maggio 2010  | Castel Sant'Elmo e Mostra d'Oltremare (fusa con Gamecon, dedicata ai giochi e videogiochi)                                                              | Colore: Nero                                                   | Biglietti venduti: 32 000                         | Gilbert Hernandez, Milo Manara, Carlos Trillo, Georges Wolinski, Edmond Baudoin, Baru, Andrea Bruno, Ulli Lust, Giuseppe Palumbo, Uli Oesterle, Marzena Sowa, Sylvain Savoia, Luigi Corteggi, Jim Avignon, Jon Burgerman, Bastien Vivès, Alfred, Anne Simon, Mathieu Sapin, Lee Bermejo, Tito Faraci, Riccardo Burchielli, Galvão, Goran Sudzuka, Kai Pfeiffer, Daiv Revoy, Gianluca Costantini, Maurizio Rosenzweig. |
| 13ª (2011) | 29 aprile 2011 | 1 maggio 2011  | Castel Sant'Elmo e Mostra d'Oltremare (fusa con Gamecon, dedicata ai giochi e videogiochi)                                                              | Tema: Fumetto e Musica                                         | Biglietti venduti: 35 000                         | Aldo Di Gennaro, Andrea Accardi, Tiziano Angri, Akab, Ausonia, Baru, Fred Bernard, Luigi Bernardi, Émile Bravo, Jean Claude Denis, Luca Enoch, Manuele Fior, R.M. Guéra, Igort, Jul, Mauro Laurenti, Tanino Liberatore, Gianfranco Manfredi, Ivo Milazzo, Mario Natangelo, Nix, Giuseppe Palumbo, Michele Petrucci, Tuono Pettinato, Officina Infernale, Alberto Ponticelli, Roger & Raule, Rob Reger, Jean Regnaud, Filippo Scòzzari, David Rubin, Squaz, Claudio Stassi, Marteen vande Wiele, Barbara Yelin, Maurizio Nichetti (per la giuria dei Premi Micheluzzi). |
| 14ª (2012) | 28 aprile 2012 | 1 maggio 2012  | Mostra d'Oltremare (fusa con Gamecon, dedicata ai giochi e videogiochi)                                                                                 | Tema: Fumetto e Letteratura                                    | Biglietti venduti: 50 000                         | Giancarlo Alessandrini, Alfred, Paolo Bacilieri, Federico Bertolucci, Enrique Breccia, Bruno Brindisi, Brrémaud, Giuseppe Camuncoli, Alfredo Castelli, Mara Cerri, Gianluca Cestaro, Raul Cestaro, Dae-Joong Kim, Frantz Duchazeau, Bruno Enna, Tito Faraci, Lucio Filippucci, David Finch, Melinda Gebbie, Sergio Gerasi, Massimo Giacon, Ale Giorgini, Paul Gravett, Line Hoven, L'antitempo, Killoffer, Luca Maresca, Miguel Ángel Martín, Alberto Corradi, John McCrea, Fabio Moon & Gabriel Bà, Mauro Laurenti, Giuseppe Palumbo, David Vecchiato aka Diavù, Frederik Peeters, Michele Petrucci, Alberto Ponticelli, Pasquale Qualano, Roberto Recchioni, Lorenzo Ruggiero, Tony Sandoval, Laura Scarpa, Paolo Eleuteri Serpieri, Tom Tirabosco, Tuono Pettinato, Paolo Cossi, Maicol & Mirco. |
| 15ª (2013) | 25 aprile 2013 | 28 aprile 2013 | Mostra d'Oltremare (fusa con Gamecon, dedicata ai giochi e videogiochi)                                                                                 | Tema: Fumetto e Architettura                                   | Biglietti venduti: 60 000.                        | Eleonora Antonioni, Ausonia, Alessandro Baronciani, Barbara Canepa, Giorgio Carpinteri, Paolo Castaldi, Alfredo Castelli, Giorgio Cavazzano, Alberto Corradi, Shane Davis, Maurizio De Giovanni, David Vecchiato aka Diavù, Paco Desiato, Alessandro Di Virgilio, Luca Enoch, Tito Faraci, Luca Ferrara, Manuele Fior, Aisha Franz, Laura Fuzzi, Marco Galli, Massimo Giacon, Gud, Giuseppe Guida, Igort, Klaus, Jerry Kramsky, L'antitempo, Davide La Rosa, Tanino Liberatore, Milo Manara, Miguel Ángel Martín, Corrado Mastantuono, Lorenzo Mattotti, Anna Merli, Mino Milani, Lorenzo Palloni, Fabrizio Petrossi, Blasco Pisapia, Roberto Recchioni, Tony Sandoval, Laura Scarpa, François Schuiten, Andrea Settimo, Anne Simon, Pasquale Todisco aka Squaz, Joost Swarte, Davide Toffolo, Kiminori Wakasugi, Yoshiko Watanabe, Zerocalcare. (Simone Luciani, Enzo Russo, Salvatore Russo, Dante Maiocchi, Virginio Gigli, Flaminia Brasini, Rob Alexander, Slawomir Maniak e Svetlin Velinov ospiti di Gamecon). |
| 16ª (2014) | 1 maggio 2014  | 4 maggio 2014  | Mostra d'Oltremare (fusa con Gamecon, dedicata ai giochi e videogiochi)                                                                                 | Tema: Fumetto e Cinema                                         | Biglietti venduti: 60 000 solo nei primi 3 giorni | Mirka Andolfo, Balak, Michaël Sanlaville, Bastien Vivès, Lorenzo Bartoli, Jutta Bauer, Giacomo Bevilacqua, Simone Bianchi, Simon Bisley, Riccardo Burchielli, Claudio Calia, Giuseppe Camuncoli, Juan Canales, Giorgio Carpinteri, Alfredo Castelli, Paolo Cattaneo, Gianluca Cestaro, Raul Cestaro, Fabio Civitelli, Alexandre Clérisse, Stephen Collins, Daw, Davide De Cubellis, Gabriele Dell'Otto, Paolo Del Vaglio, Don Alemanno, Tito Faraci, Simone Florena, Stefano Frassetto, Massimiliano Frezzato, Massimo Giacon, Gipi, Gud, Igort, Michel Kichka, L'antitempo, Davide La Rosa, Alberto Madrigal, Francesco Mattina, Dave McKean, Peter Milligan, Nuke, Alberto Ponticelli, Giorgio Pontrelli, Roberto Recchioni, Mathieu Reynès, Valérie Vernay, Graziano Romani, Luis Royo, Tony Sandoval, Mathieu Sapin, Riad Sattouf, Laura Scarpa, Silver, Stefano Simeone, Raffaele Sorrentino, Sualzo, Davide Toffolo, Tuono Pettinato, Silvia Ziche, Francesca Zoni. Rob Alexander, Nils Hamm e Paolo Mori ospiti di Gamecon. Ospiti musicali: K-ble Jungle, Mika Kobayashi, Bakusute Sotokanda Icchome, Slugger Punch. |
| 17ª (2015) | 30 aprile 2015 | 3 maggio 2015  | Mostra d'Oltremare (fusa con Gamecon, dedicata ai giochi e videogiochi)                                                                                 | Tema: Fumetto e Media: La Stampa                               | Biglietti venduti: 100 000. Visitatori: 160 000   | Milo Manara (Magister), Tanino Liberatore, Davide Toffolo, Don Alemanno, Giacomo Keison Bevilacqua, Zerocalcare, Tuono Pettinato, Domingo Roberto Mandrafina, Alessandro di Virgilio, Massimiliano Frezzato, Gud, Maurizio Rosenzweig, Silvia Ziche, Sio, Angel de la Calle, Maurizio de Giovanni, Nicolò Nebo Zuliani, Keko, Emanuele Gizzi, Giovanni Masi, Squaz, Jens Harder, Kaare Andrews, Ryan Lovelock, Armin Barducci, Jacques de Loustal, Winshluss, Enrique Breccia, Goran Parlov, Francesco Francini, Matteo Scalera, Mirka Andolfo, Leo Ortolani, Kevin O' Neil, Yoshiki Tonogai, Ryuhei Tamura, Roberto dal Prà, Antonio Altaribba, Roberto Recchioni, Paolo Castaldi, Giuseppe Palumbo, Tito Faraci, Francesca Riccioni, Andrea Ferraris, Silvia Rocchi, Leomacs, Michele Petrucci, Marco Rizzo, Alfredo Castelli, Vincenzo Sparagna, Mauro Uzzeo, Mike Mckone, Rodolfo Torti, Daniele Caluri, Alessandro Rak, Nix, Lorenza Di Sepio, Nicola Saviori, Davide Barzi, Fabiano Ambu, Andrea Chiarvesio, Theo, Pierluca Zizzi, Rob Alexander, Giuseppe Camuncoli, Fabrizio Des Dorides, Stefano Antonucci, Claudio Iemmola, Michele Monteleone, Simone Angelini, Riccardo La Bella, Angela Vianello, Mauro Forte, Jessica Cioffi, Pierz, Davide La Rosa. Ospiti musicali: K-ble Jungle, Adams, The Asterplace, Loverin Tamburin, Airly, Slugger Punch, Dorian Gray (Sound and Vision con Ausonia), Tre Allegri Ragazzi Morti. |
| 18ª (2016) | 22 aprile 2016 | 25 aprile 2016 | Mostra d'Oltremare (fusa con Gamecon, dedicata ai giochi e videogiochi)                                                                                 | Tema: Fumetto ed immagine audiovisiva                          |                                                   | Silver (Magister); Claudio Acciari; Eleonora "Lola" Airaghi; Simone "Sio" Albrigi; Améziane Amazing, Sarah Andersen; Stefano Antonucci; Walter Baiamonte; Paola Barbato; Davide "Daw" Berardi; Lee Bermejo; Federico Bertolucci; Fabrizio Biggio; John Bolton; Lelio Bonaccorso; Massimo Bonfatti; Daniele "Gud" Bonomo; Riccardo Burchielli; Jacopo Camagni; Giuseppe Camuncoli; Theo Caneschi; Lorena Canottiere; Matteo Casali; Paolo Castaldi; Ilaria Catalani; Lorenzo (LRNZ) Ceccotti; Claudio Chiaverotti; Jessica "Loputyn" Cioffi; Francesco "Rathigher" D'Erminio; Roberto De Angelis; Gian Marco De Francisco; Matteo Demonte; Paco Desiato; Lorenza Di Sepio; Tito Faraci; Riccardo Federici; Tony Fejzula; Ilaria Ferramosca; Andrea Fontana; Marco Gervasio; Sergio Giardo; Marina Girardi; Claudio Gotti; Francesco Guarnaccia; Giovanni "Fubi" Guida; Erik Kriek; Adam Kubert; Alessandro "Alexander Tripood" La Monica; Grazia La Padula; Davide La Rosa; Alberto Lavoradori; Tanino Liberatore; Rocco Lombardi; Milo Manara; Niola Mari; Matteo Marino; Giuseppe Matteoni; Richard McGuire; Michele Medda; Francesca Mengozzi e Giovanni Marcora; Alice Milani; Paolo Mottura; Mario Natangelo; Marino Neri; Dario "Odde" Oddenino; Lynn Okamoto; Andrea "Tuono Pettinato" Paggiaro; Lucio Parrillo; Lorenzo Pastrovicchio; Giada Perissinotto; Laura Scarpa; Alberto Ponticelli; Giorgio Pontrelli; Francesca "Fraffrog" Presentini; Luca Raimondo; Roberto Recchioni; Marietta Ren; Davide Reviati; Giuseppe Ricciardi; Giulio Rincione; Marco Rizzo; Ciaj Rocchi; Corrado Roi; Keno Don Hugo Rosa; Maurizia Rubino; Lorenzo Ruggiero; Paolo Eleuteri Serpieri; Antonio Serra; Alessio Spataro; Noelle Stevenson; Silvia Tidei; Walter Venturi; Bepi Vigna; Silvia Ziche; Don Alemanno; Horne; Igort; Giorgio Carpentieri; Ruppert&Mulot; Zerocalcare. |
| 19ª (2017) | 28 aprile 2017 | 1 maggio 2017  | Mostra d'Oltremare (fusa con Gamecon, dedicata ai giochi e videogiochi)                                                                                 | Tema: Fumetto ed impatto del web nel nostro panorama culturale |                                                   | Roberto Recchioni (Magister), Leo Ortolani(ven, sab),; Akab; Miguel Angel Martin; Mirka Andolfo; Simone Angelini; Giovanni Barbieri; Alessandro Barbucci; Clara Bauer; Giacomo Bevilacqua; Lucia Biagi; Daniele Bigliardo; Alessandro Bilotta; Toni Bruno; Marco Bucci; Daniele Caluri; Jacopo Camagni; Paolo Cammello; Giuseppe Camuncoli; Matteo Casali; Paolo Castaldi; Ilaria Catalani; Gigi Cavenago; Fabio Celoni; Florence Cestac; Raul Cestaro; Gianluca Cestaro; Marco Cecchetto; Nicolas De Crécy; Maurizio De Giovanni; Lorenza Di Sepio; Don Alemanno; Bruno Enna; Tito Faraci; Giuseppe Ferrandino; Fraffrog; Andrea Freccero; Otto Gabos; Raphael Geffray; Gipi; Nicola Gobbi; Katharina Greve; Jay; Scott Koblish; Grazia La Padula; Davide La Rosa; Mattia Labadessa; Tanino Liberatore; David Lopez; Lorenzo "LRNZ" Ceccotti; Max; Menotti; Alice Milani; Dario Moccia; Michele Monteleone; Michele Monteleone; Paolo Mottura; Marino Neri; Alessandro Nespolino; Leo Ortolani; Emiliano Pagani; Gianluca Pagliarani; Lorenzo Palloni; Giuseppe Palumbo; Daniel Pennac; Boban Pesov; Fabrizio Petrossi; Blasco Pisapia; Giorgio Pontrelli; Rathiger; Davide Reviati; Hans Rickheit; Giulio e Marco Rincione; Marco Rizzo; Silvia Rocchi; Alonso Rojas; Grzegorz Rosinski; Federico Rossi Edrighi; Filippo Scòzzari; Stefano Simeone; Emanuel Simeoni; Luigi Siniscalchi; Sio; Alice Socal; Sara Spano; Sualzo; Marco Taddei; Teo Demonte; Ciaj Rocchi; Teresa Radice; Stefano Turconi; Silvia Tidei; Riccardo Torti; Toyotaro; Tuono Pettinato; Mauro Uzzeo; Alessandro Vitti; Nicoletta Zanchi; Zerocalcare. |
| 20ª (2018) | 28 aprile 2018 | 1 maggio 2018  | Mostra d'Oltremare (fusa con Gamecon, dedicata ai giochi e videogiochi)                                                                                 | Tema: 1998-2018: vent'anni di fumetto italiano                 | Biglietti venduti: 150 000                        | Lorenzo Mattotti (Magister),Gino La Monica, Frank Miller, Brian Azzarello, Paul Azaceta, Carmine Di Giandomenico, Giorgio Cavazzano, Milo Manara, FEMM, Slugger Punch, Takahiro Sakai alias "Goldy", Maurizio De Giovanni, Tanino Liberatore, Claudio Castellini, Kim Jung GI, Silvio Orlando, Nanowar of Steel, Julie Maroh, Paolo Bacilieri, Enrique Breccia, Anna Trieste, Michael Rocchetti alias "Maicol&Mirco", Ausonia, Frank Matano, Frank Santoro, Werter dell’Edera, Lorenzo Pastrovicchio, Tommaso Di Spigna alias "Spugna", Lucy Lawless, Mike Allred, Giuseppe Camuncoli, Alberto Ponticelli, Miguel Ángel Martín, Leo Ortolani, Laura Allred, Sarah Andersen, Michele Poggi alias "Sabaku no Maiku", Marco D'Amore, Manlio Castagna, Maurizio Rosenzweig, Francesco Guarnaccia, Jacopo Paliaga, Mattia Surroz, French Carlomagno, Giorgio Pontrelli, Alessandro Mereu, Pasquale Qualano, Vincenzo Maisto alias "Il Signor Distruggere", Giorgio Carpinteri, Blasco Pisapia, Giada Perissinotto, Giada Perissinotto, Fabio Bortolotti alias Kenobit, Giulio Rincione, Francesco Francavilla, Camilla D’Onofrio, Licia Troisi, Jacopo Camagni, Nico Picone, Igort, Alfredo Castelli, Tommaso Vitiello, Marco Itri, Mattia Labadessa, Daniel Cuello, Juien Cittadino alias Capitan Artiglio, Daniele Fabbri, Zapping, Paolo Castaldi, Zerocalcare, Luca Zampriolo, Ratigher, Roberto Recchioni, Simone Angelini, Alessandro Martorelli alias Martoz, Sio, Andrea Delogu, Ema Stokholma, Adam Brockbank, Birgit Weyhe, Marco Galli, PlayerInside, Jerry Kramsky, Francesco Cattani, Mirka Andolfo, Ancco, Matilda De Angelis, Giulia Blasi, Blutch, Juan Díaz Canales, Haru, Esad Ribić, Clara Serina, Vittorio Giardino, Akab, Slugger Punch, Emiliano Pagani, Bruno Cannucciari, Tito Faraci, Claudio Chiaverotti, Paolo Barbieri, Alvin Star, Nob, RaggiGamma, Walter Obert, Jason Shiga, Laura Scarpa, Giuseppe Palumbo, Bertrand Gatignol, Eldo Yoshimizu, Lelio Bonaccorso, Marco Rizzo, Riccardo Nunziati, Eleonora Aureliana Guglielmi alias "Yuriko Tiger", Walter Nuccio, Okayado, Tuono Pettinato, Dario Moccia, Giacomo Bevilacqua, Il Velivolo Ghibli, Giorgia Vecchini alias "Giorgia Cosplay". |
| 21ª (2019) | 25 aprile 2019 | 28 aprile 2019 | Mostra d'Oltremare (all'interno sono state inglobate le sezioni CartooNa - Cinema e Serie Tv, Gamecon - Giochi e Videogiochi, Asian Village, Neverland) | Tema: Un nuovo inizio                                          | Biglietti venduti: 160 000                        | Gipi (Magister), Milo Manara, Mirka Andolfo, Alessandro Patanè, Eleonora Bruni, Jacopo Paliaga, Oscarito (Andrea Carenzi), Friedl Isaak, Marco Nucci, Lorenzo Zaghi. Leo Ortolani, Zerocalcare, Maicol&Mirco, Holdenaccio, Capitan Artiglio, Albhey Longo, Alessandro Baronciani, Nova, Michele Monteleone, Marco Matrone, Luca Enoch, Giovanni Mattioli, Sergio Algozzino, Licia Troisi, Stefano Casini, GUD, Mattia Iacono, Kalina Muhova, Pera Toons, Arianna Rea, Luca Russo, Tauro, Akihito Tsukushi, Werther dell’Edera, Giada Tonello, Stefano Bonfanti, Barbara Barbieri, Micol Beltramin, Veronica Ciancarini, Emanuele Ercolani, Francesca Mengozzi, Giovanni Marcora, Juan José Ryp, Hideyuki Furuhashi, Betten Court, Paolo Eleuteri Serpieri, Paolo Barbieri, Maurizio de Giovanni, Michele Masiero, Fabiana Fiengo, Paolo Terracciano, Claudio Falco, Spugna, David Genchi, Dario Moccia, Tuono Pettinato, Igort, Sara Colaone, Barbara Baldi, Marino Neri, Giorgio Carpinteri, Elisa Menini, Piero Macola, Marco Nizzoli, Serge Clerc, Zuzu, Sio, Fumettibrutti, Tito Faraci, Giulio Rincione, Lorenzo Pastrovicchio, Simone Di Meo, Paolo Mottura, Richard HTT, Lorenzo "LRNZ" Ceccotti, Dr. Pira, Labadessa, Dave McKean, Fraffrog, Nicola De Gobbis, Pow3r, Marc Ciria, Rafael Martinez, Puff Purple, Giorgio Vanni, Immanuel Casto (2 show, uno con Valentina Nappi, uno solista), Nanowar of Steel, Hoshi, Stefano Bersola & Guiomar Serina (con Pietro Ubaldi), Jerome Flynn, Tom Cullen, Cristiana Dell'Anna, Sabaku No Maiku, Colapesce, Manetti Bros., Giancarlo Soldi, Paolo Castaldi, Violetta Rocks, Ratigher, Loverin Tamburin. |
| Nel 2020 e nel 2021 la convention non si è svolta a causa della pandemia globale di Covid-19. In compenso si sono tenuti una serie di eventi, principalmente online, denominati "Comicon Extra". |                |                | |                                                                |                                                   | |
| 22ª (2022) | 22 aprile 2022 | 25 aprile 2022 | Mostra d'Oltremare |                                                                | Visitatori: 135 000.                              | Davide Toffolo (Magister), Kazunori Yamauchi, Frank Cho, Zerocalcare, Sio, Tanino Liberatore, Valerio Lundini, Yolanda Lynes, Krista Kosonen, Gianluca Fru, Salvatore Esposito, Greta Scarano, Gianfranco Gallo, Fortunato Cerlino, Dario Bressanini, Pow3r, Johnny Ryan, Florent Ruppert, Jérôme Mulot, Giuseppe Camuncoli, Leo Ortolani, Pera Toons, Mirka Andolfo, Giuseppe Palumbo, Igort, Alessandro Bilotta, Tito Faraci, Nicolas Maupas, Matteo Paolillo, Giacomo Giorgio, Serena De Ferrari, Giovanna Sannino, Valentina Romani, Maria Esposito, Andrea Delogu, Michele Alhaique, Adriano Giannini, Maurizio De Giovanni, Licia Troisi, Sick Luke, Riae, Leon Chiro, Chris Darril, Sabaku no Maiku, Dario Moccia, Iolanda Sweets, Claudio Di Biagio, Paolocannone, Nello Nigro, Kurolily, InnTale, Nello Taver, Arex & Vastatore, Immanuel Casto, Spartaco Albertarelli, Dario Sansone, Fabio Celoni, Manlio Castagna, Fumettibrutti, Davide “Dado” Caporali, Carolina Tedeschi, Emiliano Mammucari, Matteo Corradini, Matteo Casali, Bryan Talbot, Mary Talbot, Enrique Breccia Roberto Recchioni, Sara Colaone, Fabrizio Mazzotta, Nicola De Gobbis, Andrea Rossi, Sualzo, Quasirosso, Lorenza Di Sepio, Lelio Bonaccorso, Giorgio Catania, Violetta Rovetto "Rocks", Don Alemanno, Sinister, Axel Fox, ImViolet, Ckibe, Elizabeth Rage, Taryn, Melancholia, Davide Minnella, Alessio Della Valle, Dora Romano, Arianna Becheroni, Roberto Zazzara, Lorenzo Richelmy, Jiizuke, Sekuar, Sbriser, Grax, Emiliano "MoonBoy" Marini, Filippo Burresi, Sabino Palermo, Davide "Spazi Attorcigliati" De Biasio, Fabio Guaglione, Daniele Misischia, Alessandro Redaelli, Thru Collected, Kenobit, Mandark, Voodoo Kid. |
| 23ª (2023) | 28 aprile 2023 | 1 maggio 2023  | Mostra d'Oltremare |                                                                | Visitatori: 170 000.                              | Giorgio Cavazzano(Magister), Miki Yoshikawa, Valerio Mastandrea, Caparezza, Sio, Zerocalcare, Pu Liu, Cristina D'Avena, Aki Irie, Iginio Straffi, Jim Lee (da remoto), Daniel Warren Johnson, Milo Manara, Tanino Liberatore, Gipi, Mirka Andolfo, Pau, Mika Kobayashi, Igort, Brian Azzarello, Simone Bianchi, Tetsuro Shimaguchi, Victor Perez, Federico Zampaglione, Cartoni Morti, Antonio d'Aquino, Giovanna Sannino, The Jackal, John Romero (da remoto), Cydonia, Sabaku No Maiku, Pow3r, Kurolily, Manuele Fior, Maurizio De Giovanni, Tony Tammaro, Giuseppe Camuncoli, Giacomo Bevilacqua, Fraffrog, Dado, David Matchavariani, Brecht Vandenbroucke, Marcello Quintanilha, Tony Sandoval, Barbara Canepa, Sethu, Tony Valente, Zuzu, Paolo Bacilieri, Tito Faraci, Fumettibrutti, Linton Johnson, Antonella "Himorta" Arpa, Stefano "St3pny" Lepri, Filippo Scòzzari, Slim Dogs, Lavlien & Wolfot, Dario Moccia, Federic95, Nicola De Gobbis, Lello Arena, Francesco Artibani, Matteo Casali, Wallie, InnTale, Denis Agostinelli, Roby, Eleonora Olivieri, X1ao, Martex, Roberto Recchioni, Adrian Fartade, Elena Coriale, Kenobit, Cristina Nava, David Fox (da remoto), Yuji Koi, Lucariello, Ciccio Merolla. |
| Dal 23 giugno al 25 giugno 2023 inoltre venne svolta una seconda edizione del Comicon a Bergamo, che con Brescia fu Capitale italiana della cultura.                                             |                |                | |                                                                |                                                   | |
| 24ª (2024) | 25 aprile 2024 | 28 aprile 2024 | Mostra d'Oltremare |                                                                | Visitatori: 175 000.                              | Igort (Magister), Milo Manara, Liu Cong, Shunichi Umezawa, Koji Terayama, Asuka Ozumi, Koji Terayama, Wesley Craig, Satoshi Arima, Eri Abe, Minami Seira, Kosuke Arai, Mizuki Goto, Fabrice Neaud, James Harvey, Li Xiaoxiao, Liang Azha, Glenn John Fabry, Hitoshi Sakimoto, Simone Di Meo, Fabio Celoni, Catsy, Paolo Mottura, Jhon Romita Jr., Lee Bermejo, Blasco Pisapia, Katsuya Iwamuro, Valerio Schiti, Claudio Castellini, Lorenzo De Felici, Mattia De Iulis, Giulio Rincione, Licia Troisi, Lorenzo Ceccotti, Ivanka Hannenberg, Tanino Liberatore, Joey Antonacci, Marc-Antoine Mathieu, Martin Panchaud, Maurizio Rosenzweig, David Lloyd, Tito Faraci, Fumettibrutti, Nic Bernarardi, Dario Bressanini, Dario Moccia, Davide Masella, Claudio Di Biagio, Daniele Caluri, Helene Marie Usdine, Sio, Fraffrog, Dado, Lorenzo Civolari, Giorgio Vanni, Elodie, Alex Polidori, Gianandrea Muià, VictorLaszlo88, Marco Merrino, Slim Dogs, Claudio Colica, Riccardo Cotumaccio, Federico Frusciante, Nicola De Gobbis, Xiuder, Stefan Milanovski. |
| 25ª (2025) | 1 maggio 2025  | 4 maggio 2025  | Mostra d'Oltremare |                                                                | Visitatori: 183.000.                              | |